# Straßen und Plätze in Ludwigshafen am Rhein/V

## Valentin-Bauer-Straße
67059 Ludwigshafen-West
Valentin Bauer war ein SPD-Politiker. Von 1920 bis 1933 war Bauer als Vertreter seiner Partei im Stadtrat. In dieser Zeit war er auch Mitglied des Aufsichtsrates der kommunalen Wohnungsbaugesellschaft GAG. Danach wurde er zum Alleinvorstand für das Unternehmen ernannt.  Nach dem Zweiten Weltkrieg war er Gründungsmitglied der neu gegründeten pfälzischen SPD. Mit dem Namen von Valentin Bauer verbindet sich heute in Ludwigshafen vor allem sein Wirken für den Wiederaufbau der Stadt.
Die Valentin-Bauer-Siedlung wurde 1956 bezugsfertig. Ihr Name löste den Namen „Schlachthof-Viertel“ nach und nach ab.

## Van-Leyden-Straße
67061 Ludwigshafen
Lucas van Leyden war ein niederländischer Maler und Kupferstecher der Renaissance.

## Verschaffeltstraße
67071 Ludwigshafen
Peter Anton von Verschaffelt war ein flämischer Bildhauer und Architekt. Von ihm stammen unter anderem in Mannheim die Jesuitenkirche und das Palais Bretzenheim sowie die Wallfahrtskirche Mariä Himmelfahrt in Oggersheim.

## Virchowstraße
67063 Ludwigshafen
Rudolf Virchow war Arzt an der Berliner Charité und Politiker (Deutsche Fortschrittspartei). Er gilt unter anderem (in der Tradition von Giovanni Battista Morgagni) als Gründer der modernen Pathologie und als einer der bedeutendsten modernen Mediziner überhaupt. 

## Völklinger Straße
67063 Ludwigshafen
Völklingen ist eine Stadt im Regionalverband Saarbrücken (Saarland) mit 40.000 Einwohnern. 

## Von-der-Tann-Straße
67063 Ludwigshafen
Ludwig von der Tann war königlich bayerischer General der Infanterie.
Die Von-der-Tann-Straße verläuft geradlinig von der Carl-Bosch-Straße (ehemalige Friesenheimer Straße) bis zur Gräfenaustraße. 
Ihren Namen erhielt sie 1885 nach dem bayerischen General Ludwig Freiherr von und zu der Tann.

## Von-Drais-Straße
67063 Ludwigshafen
Karl von Drais war ein Forstmann und bedeutender Erfinder in der Goethezeit.

## Von-Stephan-Straße
67063 Ludwigshafen
Heinrich von Stephan war Generalpostdirektor des Deutschen Reichs und Organisator des deutschen Postwesens.

## Von-Sturmfeder-Straße
67067 Maudach

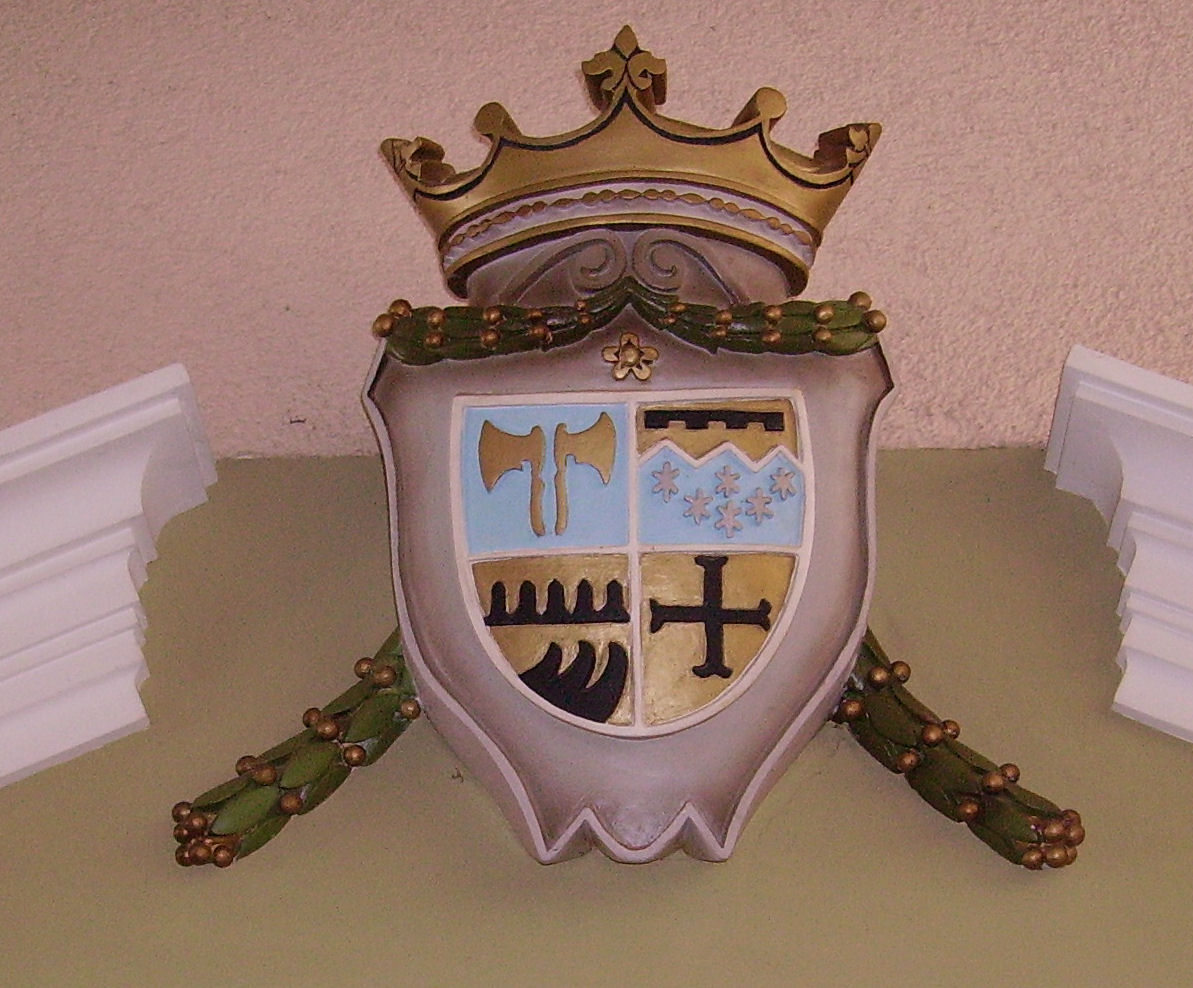
Wappen im Maudacher Schloss

Die Herren Sturmfeder von Oppenweiler sind als begüterte Familie seit dem Hochmittelalter in Südwestdeutschland nachgewiesen.